# Luxeon

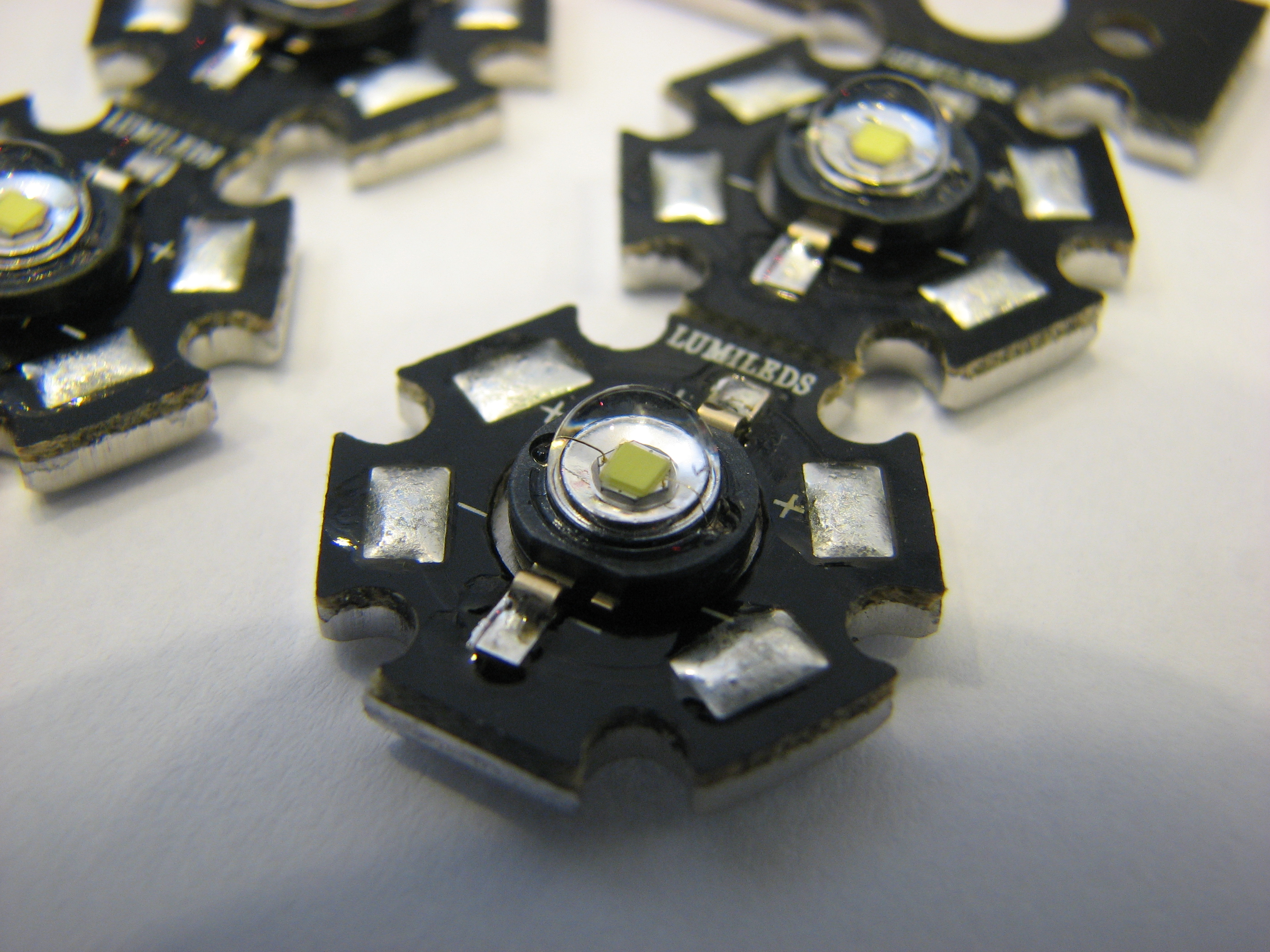
Kilka diod Luxeon Star, fabrycznie wyposażonych w płytki aluminiowe ułatwiające montaż i chłodzenie

Luxeon - nazwa handlowa diod świecących LED dużej mocy, produkowanych przez dział Philips Lumileds Lighting Company firmy Philips.
Diody Luxeon posiadają obecnie moce 1, 3 lub 5 watów i emitują światło białe, niebieskie, bursztynowe lub czerwone.
Istnieje kilka modeli diod Luxeon, np. Luxeon I, Luxeon III, Luxeon V, Luxeon K2, Luxeon K2 TFFC, Luxeon Star oraz Luxeon Rebel.
Różnice między tymi modelami obejmują rodzaj obudowy oraz zakres kątowy emitowanego światła.
Aby dioda mogła w sposób ciągły emitować światło o mocy zbliżonej do maksymalnej, konieczne jest zastosowanie odpowiednich radiatorów rozpraszających ciepło. Widoczne na zdjęciu egzemplarze osadzone są fabrycznie na sześciokątnych płytkach aluminiowych, ułatwiających chłodzenie (płytkę należy przykręcić lub przykleić do radiatora z użyciem pasty lub kleju przewodzącego ciepło). Obecnie coraz częściej sprzedawane są diody bez płytek, zatem rozwiązanie kwestii montażu i chłodzenia diody leży całkowicie w gestii użytkownika. Diody Luxeon charakteryzują się silną zależnością spadku napięcia w stanie przewodzenia od temperatury. Zasilanie ich ze źródeł napięcia jest niebezpieczne (łatwo o przepalenie diody) i mało sensowne. Chcąc uzyskać moc bliską maksymalnej należy użyć raczej źródła prądu o natężeniu od 0.3 do 1.5 A, jednak nawet wówczas rozgrzana dioda będzie świecić słabiej. 
Chcąc uzyskać węższy i bardziej skupiony strumień światła, należy użyć odpowiednich soczewek (obecnie kilka firm produkuje nadające się do tego celu soczewki polimerowe). 
Diody Luxeon wykorzystywane są często w latarkach, oświetlaczach punktowych i źródłach światła przeznaczonych do współpracy ze światłowodami oświetleniowymi. Obecnie wśród producentów źródeł światła daje się zauważyć wyraźny wzrost zainteresowania silnymi i wydajnymi diodami LED - wkraczają one również w nowe dla siebie
obszary, takie, jak oświetlenie samochodowe. 

## Inne źródła światła LED
Dostępne w handlu moduły diodowe:
- Ostar i Oslon firmy Osram;
- XLamp XR-E, XLamp XP-G, XLamp MC-E firmy CREE;
- SSC-P7 firmy Seoul Semiconductors;
- SST-50, SST-90, CST-90, CSM-360 firmy Luminus Devices.